# Roberto Assagioli
Roberto Assagioli (ur. 27 lutego 1888, zm. 23 sierpnia 1974) – włoski psychiatra i psychoterapeuta, twórca psychosyntezy, zaliczanej do psychologii transpersonalnej, będącej pomostem między psychologią klasyczną a transpersonalną.

## Dzieciństwo i młodość
Roberto urodził się w Wenecji 27 lutego 1888 roku. Jego prawdziwe nazwisko brzmiało Roberto Marco Grego. Gdy miał 2 lata stracił ojca, a jego matka poślubiła doktora Emanuele Todesco Assagioli, który usynowił Roberto nadając mu swe nazwisko.
Roberto uzyskał klasyczną edukację: 5 lat greki, 8 lat łaciny i naukę innych języków. W domu posługiwano się angielskim, włoskim i francuskim, stąd znał te języki bardzo dobrze. Zaczął też poznawać niemiecki w wieku lat 8, a rosyjski i sanskryt na Uniwersytecie we Florencji. Jako Włoch, znał dobrze twórczość Dantego Alighieri, a szczególnie Boską komedię, która wywarła na nim szczególne wrażenie, podobnie jak Platona, których wpływy można potem znaleźć w psychosyntezie.
Rodzina żyła w Wenecji, aż do pójścia na studia medyczne we Florencji w 1904 r. Rodzice w trakcie dzieciństwa zabierali Roberto w liczne podróże po Europie oraz Rosji. Dzięki temu mógł poznać wiele kultur i sposobów życia, które stały się znaczące dla kształtowania się przyszłych jego poglądów na świat i człowieka. Stał się także entuzjastą wspinaczek wysokogórskich, które zaowocowały jako drogowskaz w psychosyntezie.
Mając 15 lat Roberto Assagioli napisał pierwszy artykuł, zamieszczony w "Giornale di Venezia". W Wenecji Roberto zaczął studiować medycynę w Istituto di Studi Superiori. Zarówno Wenecja jak i Florencja były w tym czasie miejscem licznych zgromadzeń artystów i intelektualistów, podobnie jak bogatym źródłem kultury, sztuki i architektury, jak i muzyki, stworzonej przez epoki, oraz myśli humanistycznej i religijnej, co wpływało istotnie na wzrastanie w tej atmosferze młodego Roberto Assagiolego i zaowocowało zamiłowaniem do muzyki, sztuki i piękna natury. Znalazło to później swoją syntezę w jego poglądach.
Żyjąc we Florencji, młody Assagioli stał się aktywnym członkiem grona intelektualistów we Florencji, mających swoją siedzibę w Reininghaus i współautorem wydawanego przez Giovanniego Papini pisma Leonardo.
W 1905 r. po przeczytaniu artykułu Freuda "Jokes and their relation to the unconscious", zainspirowany nim młody Assagioli napisał artykuł "Rivista di Psicologia. Applicata alla Pedagogia ed alla Psicopatologia", opublikowany przez G.C. Ferrari w jego czasopiśmie "Conto corrente colla Posta" w Bolonii.
Kolejne prace R. Assagiolego, ukazywały się w 1906 roku jeszcze przed ukończeniem studiów medycznych. Jedną z nich była praca Gli effetti del risoe la loro applicazioni pedagogishe – On the effects of laughter and its relation to education, która później była znana jako Smiling wisdom. W 1906 r. Assagioli spotkał Claparede w Genewie, który zaprosił go do współpracy w czasopiśmie Archives de Psychologie. Stał się także współpracownikiem G. Prezzoliniego w La Voce.
R. Assagioli redagował jeden z tomów serii Poetae Philosophi et Philosophi Minores, wydany w serii przez Prezzolini, pod patronatem B. Croce.

## Działalność naukowa
Od początku swej pracy publicystycznej, jak i przez kolejne lata Assagioli pracował na pograniczu medycyny, edukacji i religii, które stały się potem podstawą psychosyntezy. W zapiskach z tego okresu można znaleźć informacje, że R. Assagioli uczestniczył w międzynarodowych konferencjach na temat historii religii (książka W. Jamesa ukazała się w 1902 r.), podobnie jak na temat moralnej edukacji w Anglii w 1908 r. i jego wkład został opisany w czasopiśmie Scientia. Spotkał tam wielu orientalistów, m.in. Coomarasswamyego. Uczestniczył także w Międzynarodowym Kongresie Filozoficznym, gdzie interesował się podejściem niemieckiego mistyka J.G. Hamanna i amerykańskiego transcendentalisty R. W. Emersona.
W 1907 roku w czasopiśmie Leonardo zostały wydrukowane kolejne artykuły Assagiolego: Per un nuovo umanessimo ariano i Il „Nuovo pensiero” Americano oraz Fantasia in Re interiore. Początek wieku był czasem wielu odkryć oraz badań w różnych dziedzinach wiedzy, filozofii, religii i technologii. Pojawiały się też nowe odniesienia do wschodnich tradycji i mądrości wielu epok, rozpoczęto ponowne prace nad naturą człowieka, jego nieświadomości, którą starano się badać naukowo (Freud). Pierwszy Międzynarodowy Kongres Psychiatrii w Amsterdamie miał miejsce w 1907 r. Znaczące osoby z tego okresu, które znalazły oddźwięk w podejściu Assagiolego do rozwoju człowieka to Albert Einstein, Friedrich Fröbel, Maria Montessori, Rudolf Steiner.

## Dorosłe życie
Od początku swego dorosłego życia Assagioli gromadził nieprzeliczone ilości materiałów z różnych dyscyplin i zakresów zainteresowań, które miały swój znaczący wpływ na tworzenie jego późniejszych poglądów i teorii. W tym okresie R. Assagioli był identyfikowany z gronem psychoanalityków obok Sigmunda Freuda i Junga, co zostało potwierdzone w listach między tymi ostatnimi. Jung pisał do Freuda w 1909 r, że „wśród wizytujących go znalazł się młody człowiek, pierwszy Włoch, dr Assagioli ze szkoły psychiatrycznej z Florencji. Jest bardzo inteligentny, oczytany i entuzjastycznie nastawiony i pragnie odwiedzić Freuda w następnym roku” (z listów do Freuda – vide J. Hardy).
W La Voce w 1909 r. ukazały się dwa artykuły, będące zapowiedzią psychosyntezy: Per una moderna psicagogia oraz La Psicologia della idee-forze ...e la Psicagogia. W lutym 1910 r. ukazał się specjalny numer La Voce, poświęcony problemom seksu, gdzie Assagioli opublikował artykuł: Sigmunt Freud’s Ideas on Sexuality, a następnie swe komentarze w Three Essays on the Theory of Sexuality. Opublikował również rozprawę n.t. Transformazione e sublimazione delle energie sessuali z I Italian Meeting on the Sexual Ouestion. W 1909 r. pojawił się pierwszy jego artykuł w Jahrbuch fur Psychoanalytische und Psychopathologische Forschungen na temat psychoanalitycznej aktywności we Włoszech.
Roberto Assagioli w kolejnych latach stał się wyjątkowo aktywny, prowadząc wiele wykładów oraz dyskusji w Kole Filozofów Italian Philosophical Society, publikując i prezentując swe poglądy w Bolletino della Biblioteca Filosofica.
Wystąpienie Assagiolego na Międzynarodowym Kongresie w Heidelbergu w 1908 r. zapoczątkowało zainteresowanie jego filozofią. Trzy lata później w Bolonii zaprezentował wykład n.t. Subcosciente.
Od 1907 r. Assagioli pisał swe tezy do pracy doktorskiej La psicoanalisi, korzystając z doświadczeń Bleulera i Junga. Od 1908 r. będąc uczestnikiem kursów w Monako, zakończył swe psychiatryczne przygotowanie, będąc uczniem Prof. E. Tanzi. Po skończeniu studiów medycznych udał się do Zurychu aby specjalizować się w psychiatrii. Stał się członkiem della Societa Freud w Zurychu. W 1910 r. zakończył pisanie swych tez krytycznych na temat teorii psychoanalizy psychoanaliza. Jego celem było stworzenie naukowej psychologii, obejmującej całego człowieka, włączając wolę, radość, mądrość, podobnie jak impulsy i popędy. Chciał, aby psychologia była praktyczna, pozwalająca człowiekowi poznać i zrozumieć jak żyć lepiej, w pełni, zgodnie z całym swym bogactwem, które ma w sobie. Środowisko akademickie w 1910 r. zaakceptowało jego tezy.
Współpracując z Freudem (głównie listownie) i Jungiem, Assagioli wkrótce zorientował się, że wszyscy oni są zainteresowani (włącznie z nim) w stworzeniu naukowego podejścia w psychologii, nazywając się naukowcami. Freud chciał wyraźnie obronić swą teorię, choć Jung był zdania, że może podlegać ona różnym spekulacjom, a Assagioli uważał ją za wstępną, mogącą ulegać zmianie. 
Już w trakcie pobytu w Klinice Bleulera w Szwajcarii Assagioli zorientował się, że Bleuler jest krytyczny w stosunku do Freuda, co powoli zarysowywało rodzaj schizmy między nimi. 
Roberto Assagioli był także członkiem International Psychoanalitic Society, jedynym Włochem, spośród 19 członków szwajcarskiej grupy. Jego artykuły ukazywały się wyjątkowo często w ufundowanym przez profesorów Z. Freuda i Bleulera czasopiśmie Jahrbuch fur Psychoanalytische und Psychopathologische Forschungen w latach 1909–1910.
W początku 1909 r. Assagioli opublikował artykuł The psychology of ideas-Forces and Psychagogy w Rivista di Psicologia Applicata (The Applied Psychology Review), gdzie zaprezentował wizję człowieka i psychologii, która (jak to sam określił w 1971 r.) zawierała główne założenia psychosyntezy w zarodku. W ciągu kolejnych lat system rozrastał się i jednocześnie był wyrażany w różnych aspektach jego bogactwa i piękna całości.
31 marca 1910 r. powstało we Florencji Societa Italiana di Psicologia (S.I.P.), której stał się jednym z pierwszych członków (spośród 53). Na drugim kongresie tego Towarzystwa wygłosił referat: Problemi psicologici della psicoterapia.
Po powrocie z Zurychu w 1910 r. Assagioli kontynuował swą praktykę psychiatryczną we Włoszech, jednocześnie rozwijając swoje zrozumienie terapii. Kontakty z Jungiem i Freudem do tego czasu pozwoliły mu na głębsze zastanowienie się nad interakcjami między biologiczną strukturą i emocjonalno/umysłowym podłożem ludzkiej natury i stworzenie praw psychodynamiki. Był to wtedy w medycynie czas, gdy świat medycyny oficjalnej był daleki od włączenia (uznania) jakiegokolwiek widzenia psychosomatycznego choroby.
W 1911 r. Assagioli prezentował swe podejście do nieświadomości na Międzynarodowym Kongresie Filozoficznym (International Congress of Philosophy) w Bolonii. W styczniu 1912 r. ufundował dwumiesięcznik Psiche. Rivista di studi psicologici, ukazujący się przez cztery lata. W drugim numerze ukazał się artykuł Freuda, pierwszy raz po włosku, przetłumaczony przez Assagiolego i autoryzowany przez autora Il metodo psicoanalitico oraz komentarze Assagiolego. 
Między 1912 a 1915 r. Assagioli opublikował liczne artykuły w Psiche. W 1913 r. pod przewodnictwem Assagiolego powstało Il Circolo di studi psicologici we Florencji, które stało się bardziej otwarte niż S.I.P.
W czasie I wojny światowej Assagioli był lekarzem wojskowym. W okresie między wojnami mieszkał w Rzymie. W tym czasie stworzył krąg osób badających duchowy aspekt życia.
W 1920 (1922 r.) Roberto Assagioli poślubił Nelle Ciappetti, a w 1923 r. urodził im się syn Ilario. Małżeństwo Assagiolego trwało 40 lat.
Rok 1926 stał się znaczącym dla Assagiolego poprzez ufundowanie w Rzymie l’Istituto di Cultura e terapia Psichica (the Institute of Psychic Culture and Therapy), odnoszący się do jego wcześniejszych prac na temat psychagogica, gdzie inauguracyjny wykład Assagioli poświęcił woli: Come si educa la volonta’. Instytut bazował na indywidualnej terapii zgodnie z psychosyntezą oraz na wprowadzaniu jej do edukacji. Miał za cel rozwijanie, stosowanie i uczenie różnych technik psychoterapii oraz treningów psychologicznych, zarówno pozwalającym pacjentom osiągnąć własną psychosyntezę, jak i stosowanych na polu edukacji dla studentów. W 1927 r. Instytut opublikował A New Method of Treatment – Psychosynthesis w języku angielskim. Wstępny artykuł na ten temat zawierał wszelkie możliwości zastosowania psychosyntezy w terapii, od konkretnych chorób poczynając (w tym uzależnień), poprzez pogorszenie nastroju, poszukiwanie sensu życia, pobudzenie pamięci, kontrola nad emocjami i zachowaniami, a kończąc na tych, którym zależy na lepszym wychowaniu i edukacji dzieci i wychowanków. Prowadzone były także kursy coroczne, noszące np. tytuł The energies latent in us and their use in education and medicine, umożliwioające pracę z transformacją energii psychicznej w kierunku harmonijnej syntezy wewnętrznej, Zainteresowania relacjami umysłu, ciała i duszy i zastosowania tego w edukacji są kontynuowane do dziś we wszystkich centrach psychosyntezy we Włoszech. W 1933 r. zmieniono nazwę na Istituto di Psicosintesi. Powstały tam po raz pierwszy kursy korespondencyjne dla indywidualnych osób (1936 rok).
W latach 1920–1930 r. Assagioli był w kontakcie z C.G. Jungiem, H. Keyserlingiem i M. Buberem, z którym łączyły go bliskie więzi. Jego zainteresowania dotyczyły indywidualnej terapii i edukacji jak i szerokiego zainteresowania społeczną sytuacją na świecie. W tym czasie (1922–1943) Włochy były pod silnymi wpływami Mussoliniego.
W latach 30. Assagioli opublikował dwa artykuły, będące potem pierwszymi rozdziałami jego książki Psychosynthesis. Ukazały się one w prestiżowym kwartalniku The Hibbert Journal w języku angielskim. Na przełomie 1933–1934 r. ukazał się kolejny artykuł Dynamic psychology and psychosynthesis, gdzie porównywał Junga, Janet, Freuda, Adlera. Był zainteresowany pracami W. Jamesa, E. Underhill, H. Keyserlinga i jego syntezą wschodnich i zachodnich filozofii. W tym artykule po raz pierwszy ukazał się diagram „jaja” – obraz natury człowieka, który do dziś jest podstawowym schematem w psychosyntezie. Diagram ten ukazuje jasno połączenie nieświadomości z realizacją transpersonalnego Ja – podstawową zasadę pracy w psychosyntezie. Poszerza analizę indywidualną do społecznej syntezy: od pojedynczej komórki do indywidualnej osoby, rodziny i grupy, grup społecznych, narodów aż do stworzenia całej „ludzkiej rodziny”.
W 1934 r. Assagioli przebywał na Konferencji w Ameryce, gdzie prezentował swe poglądy na temat psychosyntezy i psychoanalizy. Kolejną podróż do Ameryki odbył w 1937 r.
W 1937–1938 r. pojawił się w Hibbert Journal artykuł: Spiritual development and its attendant maladies, w którym Assagioli zaprezentował rozwój indywidualnego człowieka w poszukiwaniu sensu i duchowego wzrostu, podobnie jak problemy związane z tym procesem np. „ciemna noc duszy”, jak i potencjalną wizję zwycięstwa, mając w pamięci Boską komedię Dantego. Na każdym etapie tej „podróży” mogą zaistnieć problemy jak i możliwości terapii. Tego rodzaju podróż jest wewnętrzną potrzebą każdego dla poszukiwania indywidualnego sensu, nawet i poprzez cierpienie. Artykuł ten jest rozdziałem książki Psychosynthesis i nosi tytuł Self-realization and psychological disturbances.
W r. 1938, na skutek podejrzeń faszystowskich organizacji o działalność pacyfistyczną na skalę międzynarodową Istituto di Psicosintesi został zamknięty. W tym czasie Freud był także naciskany, aby opuścić Wiedeń. Wszystkie towarzystwa psychoanalityczne zostały zamknięte.
W 1940 r. Assagioli został aresztowany za swe pokojowe poglądy. W więzieniu napisał książkę, wyrażając w niej swe duchowe refleksje pt. Liberta in prigione, nigdy nie opublikowaną. Syn Assagiolego Ilario zmarł w 1951 r. na gruźlicę kości oraz wskutek cierpienia spowodowanego pobytem w nazistowskim więzieniu i ich ucieczki z niego. Napisał wiersze zatytułowane Diario Spirituale.
Po II wojnie światowej – począwszy od 1946 r. psychosynteza stała się bardziej znana w świecie (we Włoszech, Francji, Szwajcarii, Anglii i Ameryce) i to zarówno poprzez międzynarodowe konferencje jak i artykuły publikowane w czasopismach po latach 50. w wielu językach. Istituto di Psicosintesi reaktywował swoją pracę od 1957 roku, tym razem we Florencji, tworząc ośrodki w Rzymie i Bolonii. Od tego czasu powstało wiele centrów w samych Włoszech i na świecie, m.in. Villeneuve (Szwajcaria – 1958, Wiedeń, 1961, Londyn 1964 i 66, Rzym 1967 i wiele innych w dalszych latach). W 1957 r. (1958) powstała Psychosynthesis Research Foundation w Delaware, a następnie przeniosła się do Nowego Jorku.
W latach 1959–1960 odbyły się konferencje na temat psychosyntezy w Paryżu i Londynie, w których Assagioli wziął czynny udział. W 1960 r. powstało Greek Centre for Psychosynthesis i prace Assagiolego zostały przetłumaczone na język grecki. W tym samym roku w Szwajcarii odbyła się konferencja międzynarodowa na temat psychosyntezy z udziałem przedstawicieli 9 krajów. W 1961 r. w Wiedniu odbyła się V International Conference of Psychotherapy, gdzie Assagioli wystąpił z wykładem Psychosynthesis and existential psychotherapy, jak również prowadził sesję na temat psychoanalizy. Ta część znalazła się potem w książce Psychosynthesis.
Jako „mózg” Istituto di Psicosintesi działalność Assagiolego od 1961 r. dotyczyła 5 różnych sfer:
1. indywidualna kultura i działalność człowieka w wielu dziedzinach
2. psychoterapia: jako treningi dla lekarzy i terapeutów
3. edukacja: dla rodziców i nauczycieli
4. relacje międzyludzkie, szczególnie dotyczące par małżeńskich, dzieci i rodziców, nauczycieli i uczniów, terapeutów i pacjentów
5. grupowe i społeczne relacje: szczególnie między indywidualnościami i grupą, między grupami, mając na uwadze całość ludzkości.

Assagioli był szczególnie zdeterminowany stanem świata podobnie jak istnieniem w nim jednostki oraz relacjami między jednostkami, grupami oraz światem. W swej książce "The Act of Will” zaproponował ogólnoświatową akcję dobrej woli dla całej ludzkości "The Will Project": ogólny plan budowania pokoju na świecie dla indywidualnych jednostek i grup oraz naukowych badań woli, dla rozwiązania wielu ludzkich problemów i to zarówno jednostkowych jak i kryzysów w skali świata. Celem tego projektu miało być użycie woli dla zmiany ludzkich postaw i to zarówno indywidualnych jak i zbiorowych dla wykreowania dobrej woli w aspekcie pokoju, zgodnie z preambułą konstytucji UNESCO: „ponieważ wojny rozpoczynają się w umysłach ludzi, to w umysłach ludzi powinien być stworzony pokój”.
W latach 60. R. Assagioli poznał Fromma, C. Rogersa i A.H. Maslowa. Od tego czasu zaczął pojawiać się na polu międzynarodowym, a jego praca znalazła wielkie uznanie. Stał się członkiem Board of Editors The Journal of Transpersonal Psychology wraz z V. Frankem, A. Maslowem, I. Progoff, St. Grofem i wielu naukowcami z licznych ośrodków uniwersyteckich na świecie.
W połowie lat 60. odbyło się wiele konferencji dotyczących edukacji i problemów młodzieży i wiele instytutów psychosyntezy wzięło w nich udział, m.in. Assagioli. Powstały centra psychosyntezy w Indiach, Japonii i Argentynie. Assagioli często bywał w Anglii, zarówno na konferencjach, jak i inspirując powstanie w latach 1964–1965 Psychosynthesis in Education, An Association for Personal and Spiritual Integration w Londynie, utworzone przez W. F. Robertsona, dedykowane nauczaniu psychosyntezy. International Conventions on Psychosynthesis miało miejsce w Villeneuve niedaleko Montreux w Szwajcarii w 1960 i 1961 r, a w 1967 r. w Rzymie.
Inne centra psychosyntezy powstały w latach 1960–1970 w Padwie, podobnie jak w Ameryce: Kalifornii, Vermont, Kentucky, Bostonie, następnie w Holandii, Kanadzie i Meksyku, a także w 1966 w Argentynie – w Buenos Aires (J. Aleandri M.D. – Association Argentina de Psicosintesis, a w 1968 Instituto de Biopsicosintesis), oraz w 1965 Indian Institute of Psychosynthesis w Moradabadzie przez Prof. J.P. Atreya, niemniej według koncepcji Assagiolego nie są one zależne od żadnego centralnego ośrodka, stąd koncepcje Assagiolego ulegają różnym modyfikacjom, zależnie od kraju i osoby wiodącej. W organizacji, podobnie jak w teorii Assagioli odrzucał narzucanie czegokolwiek lub wymuszanie przyjęcia gotowej struktury.
W jednym z numerów The New Yorker M.H. Murphy z Essalen Institute w Kalifornii opisał spotkanie z R. Assagiolim w Rzymie. Uważał go za bliskiego w duchu z Maslowem, humanistyczną psychologią psychologia humanistyczna, jak również w myśleniu z Aurobindo. To co Aurobindo nazywa jogą, Maslow "samo-aktualizacją", F. Perls "organismic" – integralnością, Assagioli nazywa psychosyntezą”. Według Murphiego każdy z nich wyraża podobną ideę, która jest naturalną tendencję do ewolucji, zakwitnięcia, przenika zarówno kosmos, jak i człowieka, a naszym celem jako ludzi jest wyjście temu naprzeciw i stanie się tego świadomym. Jest wiele aspektów ludzkiej psyche a psychosynteza wychodzi temu naprzeciw. Murphy uważał Assagiolego za człowieka o wielkiej europejskiej kulturze, za prawdziwego mędrca, jakiego kiedykolwiek spotkał. 
R. Assagioli zmarł 23 sierpnia 1974 roku w wieku 86 lat. Pracował wtedy nad swą książką Transpersonal Self, którą zostawił nie zakończoną. Książka została wydana 13 lat po jego śmierci pod tytułem Transpersonal Development. The Dimension beyond Psychosynthesis.
Roberto Assagioli żył w czasach, jak to określiła J. Hardy – dwóch wielkich rewolucji w psychologii. Z jednej strony pojawiła się psychoanaliza, której stał się prekursorem we Włoszech na początku swej medycznej praktyki i której zastosowanie opisał w swej pracy doktorskiej, podobnie jak publikował w czasopiśmie Jahrbuch wraz z Freudem i Jungiem. Był też członkiem grupy pionierów psychoanalizy zrzeszonej w Zurich Freud Society. Szczególnie zafascynowany był ideą procesów nieświadomych, którą następnie poszerzał, tworząc szereg hipotez, znacznie odbiegając tym samym od psychoanalizy. Drugą z rewolucji stała się humanistyczna i transpersonalna psychologia, w które to dwa nurty włączył się aktywnie od samego ich początku w latach 60., podróżując po świecie, uczestnicząc w wielu konferencjach na te tematy. Szczególnie były mu bliskie hasła całościowego spojrzenia na organizm, rozwój i wzrost potencjału ludzkiego (tutaj istotne są dwa kierunki: wertykalny i horyzontalny), poszerzanie świadomości człowieka, zdrowie, a nie choroba (jak w psychoanalizie), skupienie na realizowaniu wyższych wartości, w tym miłości i radości w codziennym życiu.
Assagioli nawiązał w trakcie swego życia liczne kontakty, które owocowały szerokim, wieloaspektowym podejściem w psychosyntezie do natury człowieka. Były to znajomości z następującymi osobami: B. Croce, włoski idealista, rosyjski ezoteryk P.D. Ouspensky, niemiecki filozof H. Keyserling, hinduski poeta R. Tagore, mistyk Sufi J. Khan, uczeń Zen D.T. Suzuki, tybetańska badaczka A.D. Neel, wiedeński psycholog V. Frankl, twórca logoterapii oraz używania twórczej wyobraźni R. Desoille czy C.G. Jung, z którym znajomość trwała długie lata. (vide: Transpersonalna psychologia i odniesienia do chrześcijańskich mistyków).
Tego rodzaju podejście pozwoliło mu na refleksję i indywidualne doświadczenie w tworzeniu neutralnego podejścia w psychosyntezie, wolnego od narzucania jednej koncepcji religii czy światopoglądu, jak również na spojrzenie od strony nauki: empirii. One stworzyły dwa bieguny odniesień do oglądu rzeczywistości przez R. Assagiolego: zarówno ezoteryczne (od uniwersalności do szczegółowości) jak i od strony nauk empirycznych (od szczegółów do koncepcji i praw ogólnych). Dzięki temu powstawała przez lata koncepcja psychosyntezy, która włączała zarówno wiarę i intuicję, jak i doświadczenie indywidualne i zbiorowe. W ten sposób dwa przeciwstawne bieguny mogły znaleźć wypośrodkowanie i integrujące podejście oraz miejsce dla wszystkich punktów widzenia (syntezę), jednocześnie pozostając neutralne.
Pod koniec swego życia Assagioli był włączony w prace badawcze nad holistycznym podejściem do zdrowia indywidualnego i społecznego – publikując w czasopiśmie Psychoenergetics, wydawanym przez The Human Dimensions Institute.

## Duchowość, badania naukowe w psychologii, doświadczenie
R. Assagioli był wyjątkowo oczytany. Z jednej strony był zainteresowany duchowymi wglądami jak i naukami wszech czasów. Znalazły one oddźwięk w jego perspektywie widzenia świata i człowieka w kontekście duszy lub self (ja, jaźni), w miarę rozwoju psychosyntezy. Nie było to jednak narzucanie jakiegoś światopoglądu lecz stwarzanie przez Assagiolego możliwości, poprzez ukazywanie właściwych środków do wglądu i osobistej weryfikacji w życiu każdego człowieka. Ta perspektywa (przekraczająca codzienne normalne doświadczenie), nazwana przez Assagiolego duchową czy transpersonalną (nadświadomą) była według niego najbardziej uprawomocnioną do badań na polu psychologii, jak i dostępną wszystkim bez wyjątku, wymagającą jednak osobistego wkładu (własnego doświadczenia). Właśnie dlatego wymaga ona badań naukowych, aby była pod każdym względem przebadana i dostępna dla ludzi pod względem naturalności procesu jak i skutków ubocznych (niepożądanych), wynikających z zaburzenia jej przez niewłaściwe eksplorowanie.

## Prace Assagiolego
Roberto Assagioli wiele pisał, niemniej wszystkie jego prace nie były opublikowane. Część z nich pojawiła się w języku włoskim, inne po angielsku i były lub nie publikowane po włosku; część znowu stała się częścią wydanych książek jeszcze za jego życia. Wiele artykułów wydały różne ośrodki psychosyntezy na świecie i trudno jest w tej chwili ocenić ich ilość. Ponadto niektóre z prac miały być wydane pod nadanym przez Assagiolego tytułem, jednakże nie zostały opublikowane za jego życia, a znalazły się następnie w jego ostatniej książce (pod innym tytułem). Inne prace krążą po ośrodkach jako wewnętrzne, niemniej znane psychosyntetykom na świecie, gdyż znalazły się w ich zbiorach i w ostatnich latach są rozprzestrzeniane wśród nich. Assagioli był bowiem zdania, że powinny być one szeroko dostępne po najmniejszych kosztach. Dlatego też jego uczniowie i kolejne pokolenia starają się upublicznić je szerokiemu gronu następców, nauczycieli psychosyntezy, aby znalazły one jak największy krąg odbiorców. W Polsce od 2004 roku działa Instytut Psychosyntezy – Centrum Wspierania Zrównoważonego Rozwoju Człowieka, założony przez dr Ewę Białek, pionierkę wprowadzającą psychosyntezę do różnych dziedzin nauki (medycyna, psychologia, pedagogika, ekologia, dziennikarstwo, zarządzanie), autorkę ponad 100 publikacji naukowych dotyczących psychosyntezy, w tym materiałów edukacyjnych "edukacji siebie samego" (www.psychosynteza.pl), prowadzącą kursy przygotowujące edukatorów psychosyntezy dla szerokiego jej zastosowania od przedszkola poczynając, przez przygotowanie nauczycieli i "nauczycieli nauczycieli" (nauczycieli akademickich) aż po biznes.